# Markus Wehner
Markus Wehner (* 24. August 1963 in Fulda) ist ein deutscher Journalist.

## Leben
Wehner studierte Osteuropäische Geschichte, Politologie und Slawistik in Freiburg, Moskau und Berlin. 1992 legte er sein Magisterexamen an der Freien Universität Berlin ab. Seit 1992 war er freier Mitarbeiter der Frankfurter Allgemeinen Zeitung mit Schwerpunkt Geisteswissenschaften und politische Bücher. 1996 wurde er mit einer Arbeit über die sowjetische Bauernpolitik in den 1920er-Jahren promoviert. Im Oktober 1996 trat Wehner in die Nachrichtenredaktion der FAZ ein. Von Oktober 1999 an war er fünf Jahre lang Korrespondent in Moskau. Ab Herbst 2004 war er Korrespondent der Frankfurter Allgemeinen Sonntagszeitung in Berlin. Seit März 2024 ist er Korrespondent der FAZ für Sachsen und Thüringen mit Sitz in Erfurt. Sein 2023 zusammen mit Reinhard Bingener veröffentlichtes Buch Die Moskau-Connection über die deutsche Russlandpolitik vor dem russischen Überfall auf die Ukraine 2022 wurde ein Bestseller.

## Werke
- mit Eckart Lohse: Rosenkrieg. Die große Koalition 2005–2009. Fackelträger, Köln 2009, ISBN 978-3-7716-4393-5.
- mit Eckart Lohse: Guttenberg. Biographie. Droemer, München 2011, ISBN 978-3-426-27554-2.
- mit Eckart Lohse: Steinbrück. Biographie. Droemer, München 2012, ISBN 978-3-426-27593-1.
- Putins Kalter Krieg. Wie Russland den Westen vor sich hertreibt. Knaur, München 2016, ISBN 978-3-426-43835-0.
- mit Reinhard Bingener: Die Moskau-Connection. Das Schröder-Netzwerk und Deutschlands Weg in die Abhängigkeit. C. H. Beck, München 2023, ISBN 978-3-406-79941-9.

## Auszeichnungen
- Journalist des Jahres 2011 (Medium Magazin) mit Eckart Lohse